# Mazères (Ariège)
Pour les articles homonymes, voir Mazères.
Mazères est une commune française, située dans le département de l'Ariège en région Occitanie. Sur le plan historique et culturel, la commune fait partie du pays de l'Aguanaguès ou plaine d'Ariège, parfois appelé basse Ariège, ou piémont ariégeois.
Exposée à un climat océanique altéré, elle est drainée par l'Hers-Vif, le Raunier, l'Estaut, le ruisseau du Cazeret, le ruisseau de Marrot, le ruisseau du Rival, le ruisseau du Tor et par divers autres petits cours d'eau. La commune possède un patrimoine naturel remarquable : un site Natura 2000 (« Garonne, Ariège, Hers, Salat, Pique et Neste ») et cinq zones naturelles d'intérêt écologique, faunistique et floristique.
Mazères est une commune rurale qui compte 3 866 habitants en 2022, après avoir connu une forte hausse de la population depuis 1975. Elle appartient à l'unité urbaine de Mazères et fait partie de l'aire d'attraction de Mazères. Ses habitants sont appelés les Mazèriens ou Mazèriennes.
Le patrimoine architectural de la commune comprend trois  immeubles protégés au titre des monuments historiques : la halle, inscrite en 2004, l'Hôtel Ardouin, classé partiellement en 1955, et le monument aux morts inscrit en 2018.

## Géographie

### Localisation
La commune de Mazères se trouve dans le département de l'Ariège, en région Occitanie.
Sur le plan historique et culturel, Mazères fait partie du pays de l'Aguanaguès ou plaine d'Ariège, parfois appelé basse Ariège, ou piémont ariégeois. Ce pays, dont l'origine remonte probablement à l'époque carolingienne s'applique à la plaine de Pamiers et, par extension, à celle de Saverdun.
Elle se situe à 32 km à vol d'oiseau de Foix, préfecture du département, à 16 km de Pamiers, sous-préfecture, et à 9 km de Saverdun, bureau centralisateur du canton des Portes d'Ariège dont dépend la commune depuis 2015 pour les élections départementales.
La commune est par ailleurs ville-centre du bassin de vie de Mazères.
Les communes les plus proches sont : 
Molandier (3,1 km), Gibel (4,7 km), Fajac-la-Relenque (4,9 km), Calmont (5,3 km), La Louvière-Lauragais (6,1 km), Marquein (7,1 km), Montaut (7,7 km), Caignac (8,2 km).
La commune de Mazères est située à la pointe nord-est du département de l'Ariège, à 60 kilomètres de la capitale régionale : Toulouse. Elle occupe une situation particulière et privilégiée au carrefour de trois départements : l'Ariège, l'Aude et la Haute-Garonne.

### Communes limitrophes
Mazères est limitrophe de sept autres communes dont deux dans le département de l'Aude et deux dans le département de la Haute-Garonne.
Les communes limitrophes sont  Belpech, Calmont, Gaudiès, Gibel, Molandier, Montaut et Saverdun.
| Calmont (Haute-Garonne) | Gibel (Haute-Garonne) | Molandier (Aude) |
| Saverdun                | Mazères               | Belpech (Aude)   |
|                         | Montaut               | Gaudiès          |

### Géologie et relief
La commune est située dans le Bassin aquitain, le deuxième plus grand bassin sédimentaire de la France après le Bassin parisien, la totalité du territoire étant recouverte par des formations superficielles. Les terrains affleurants sur le territoire communal sont constitués de roches sédimentaires datant du Cénozoïque, l'ère géologique la plus récente sur l'échelle des temps géologiques, débutant il y a 66 millions d'années. La structure détaillée des couches affleurantes est décrite dans les feuilles « n°1035 - Saverdun » et « n°1057 - Pamiers » de la carte géologique harmonisée au 1/50 000ème du département de l'Ariège, et leurs notices associées,.
La superficie cadastrale de la commune publiée par l’Insee, qui sert de références dans toutes les statistiques, est de 44,04 km2,. La superficie géographique, issue de la BD Topo, composante du Référentiel à grande échelle produit par l'IGN, est quant à elle de 44,24 km2.  L'altitude du territoire varie entre 218 m et 333 m.
Située dans la riche plaine agricole de la Basse-Ariège, au pied même des coteaux du Lauragais.

### Hydrographie

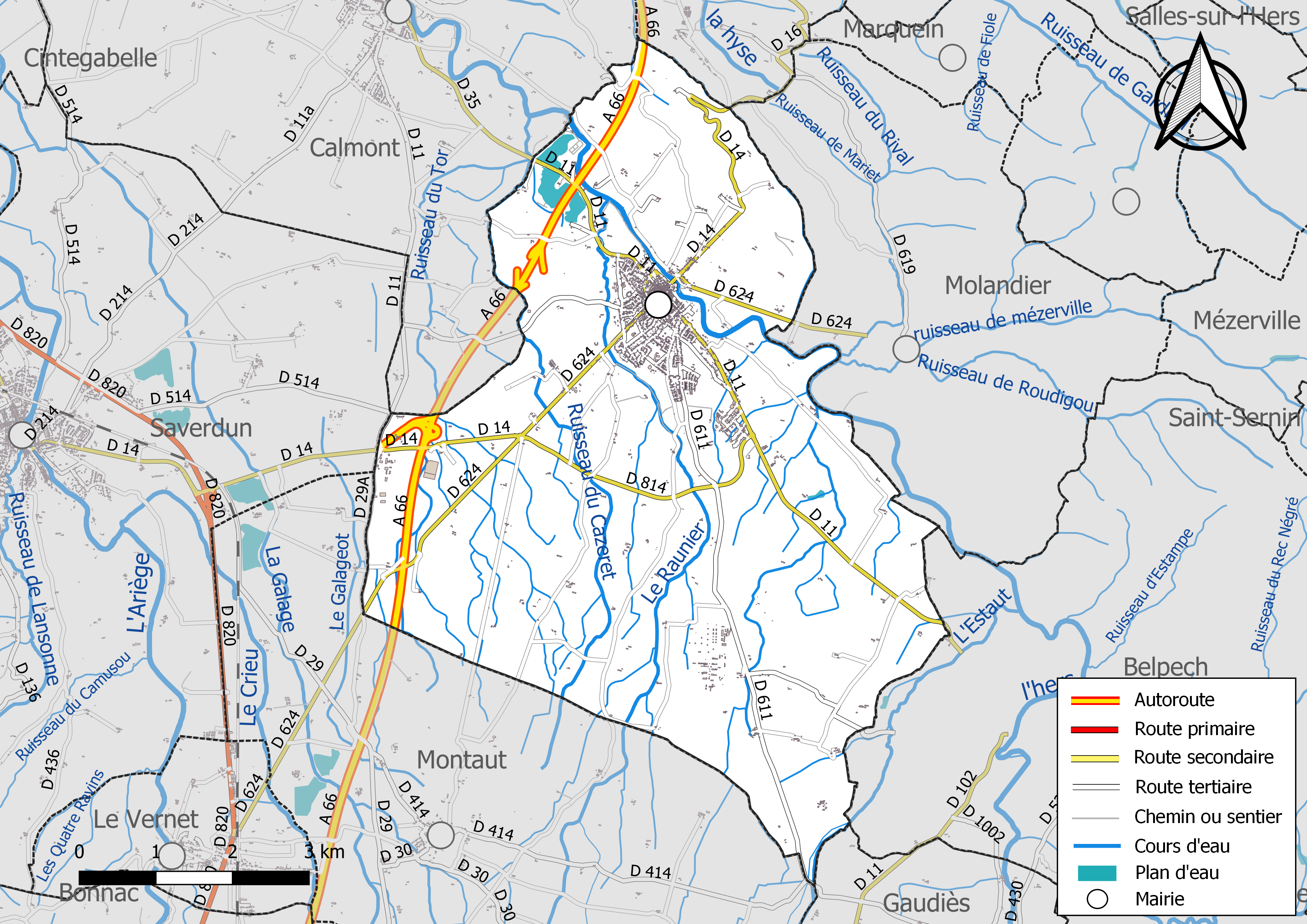
Réseaux hydrographique et routier de Mazères.

La commune est dans le bassin versant de la Garonne, au sein du bassin hydrographique Adour-Garonne. Elle est drainée par l'Hers-Vif, le Raunier, l'Estaut, le ruisseau du Cazeret, le ruisseau de Marrot, le ruisseau du Rival, le ruisseau du Tor, le ruisseau de Galibert, le ruisseau de taverne, le ruisseau du Lébat et par divers petits cours d'eau, constituant un réseau hydrographique de 78 km de longueur totale,.
L'Hers-Vif, d'une longueur totale de 134,9 km, prend sa source dans la commune de Prades et s'écoule du sud vers le nord. Il traverse la commune et se jette dans l'Ariège à Cintegabelle, après avoir traversé 41 communes.
Le Raunier, d'une longueur totale de 11,8 km, prend sa source dans la commune de Montaut et s'écoule du sud vers le nord. Il traverse la commune et se jette dans l'Hers-Vif sur le territoire communal.
L'Estaut, d'une longueur totale de 19,5 km, prend sa source dans la commune de Coussa et s'écoule du sud vers le nord. Il traverse la commune et se jette dans l'Hers-Vif à Belpech, après avoir traversé 11 communes.
Le ruisseau du Cazeret, d'une longueur totale de 10,1 km, prend sa source dans la commune de Montaut et s'écoule du sud vers le nord. Il traverse la commune et se jette dans l'Hers-Vif en limite des communes de Calmont et de Mazères.

### Climat
Pour des articles plus généraux, voir Climat de l'Occitanie et Climat de l'Ariège.
En 2010, le climat de la commune est de type climat du Bassin du Sud-Ouest, selon une étude s'appuyant sur une série de données couvrant la période 1971-2000. En 2020, Météo-France publie une typologie des climats de la France métropolitaine dans laquelle la commune est dans une zone de transition entre le climat océanique altéré et le climat de montagne et est dans la région climatique Pyrénées centrales, caractérisée par une pluviométrie annuelle de 1 000 à 1 200 mm.
Pour la période 1971-2000, la température annuelle moyenne est de 13,1 °C, avec  une amplitude thermique annuelle de 15,7 °C. Le cumul annuel moyen de précipitations est de 748 mm, avec 9,8 jours de précipitations en janvier et 5,4 jours en juillet. Pour la période 1991-2020 la température moyenne annuelle observée sur la station météorologique la plus proche, située sur la commune de Montaut à 8 km à vol d'oiseau, est de 13,7 °C et le cumul annuel moyen de précipitations est de 677,1 mm,. Pour l'avenir, les paramètres climatiques de la commune estimés pour 2050 selon différents scénarios d’émission de gaz à effet de serre sont consultables sur un site dédié publié par Météo-France en novembre 2022.

### Milieux naturels et biodiversité

#### Réseau Natura 2000

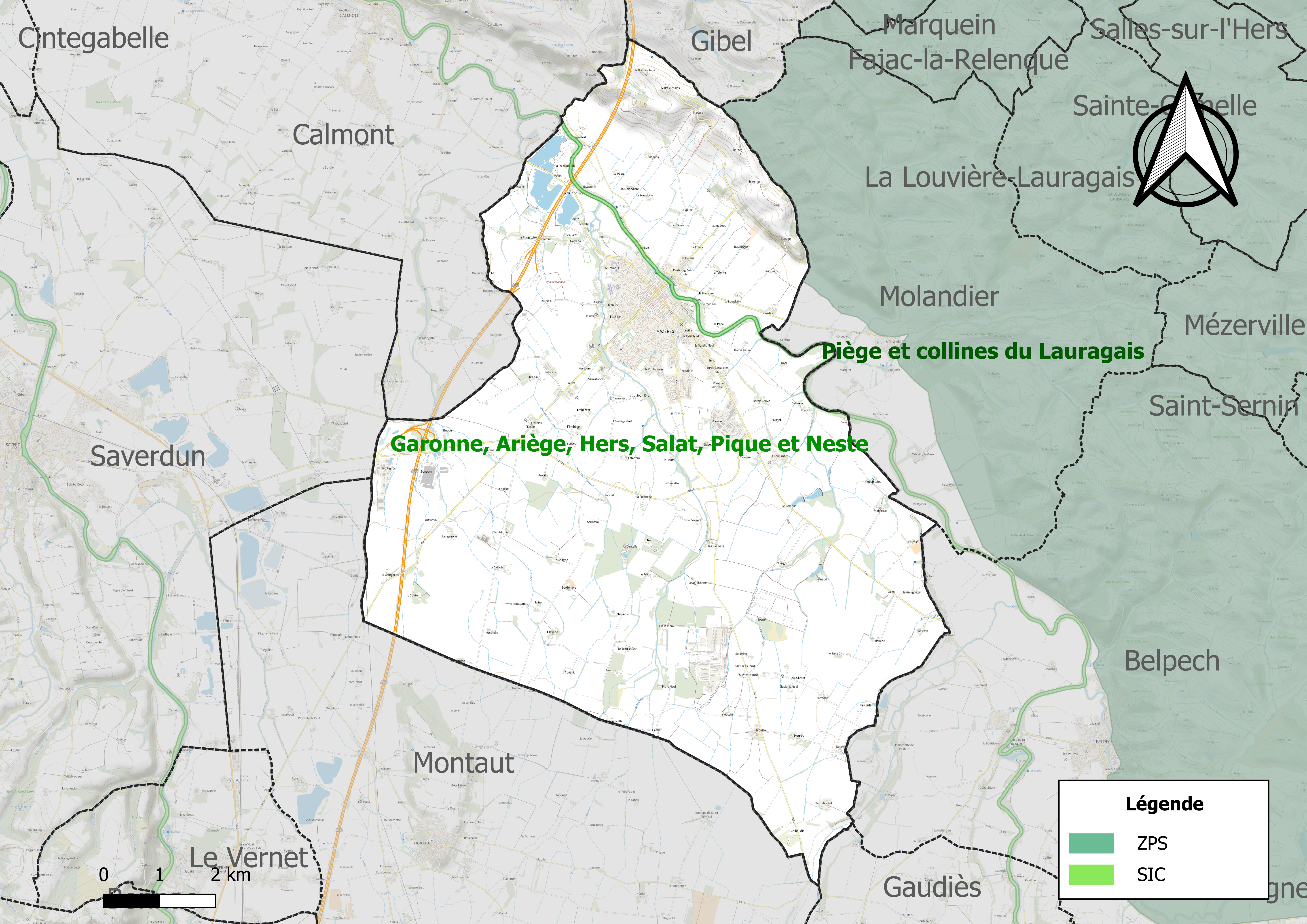
Site Natura 2000 sur le territoire communal.

Le réseau Natura 2000 est un réseau écologique européen de sites naturels d'intérêt écologique élaboré à partir des directives habitats et oiseaux, constitué de zones spéciales de conservation (ZSC) et de zones de protection spéciale (ZPS).
Un site Natura 2000 a été défini sur la commune au titre de la directive habitats : « Garonne, Ariège, Hers, Salat, Pique et Neste », d'une superficie de 9 581 ha, un réseau hydrographique pour les poissons migrateurs, avec des zones de frayères actives et potentielles importantes pour le Saumon en particulier qui fait l'objet d'alevinages réguliers et dont des adultes atteignent déjà Foix sur l'Ariège.

#### Zones naturelles d'intérêt écologique, faunistique et floristique
L’inventaire des zones naturelles d'intérêt écologique, faunistique et floristique (ZNIEFF) a pour objectif de réaliser une couverture des zones les plus intéressantes sur le plan écologique, essentiellement dans la perspective d’améliorer la connaissance du patrimoine naturel national et de fournir aux différents décideurs un outil d’aide à la prise en compte de l’environnement dans l’aménagement du territoire.
Trois ZNIEFF de type 1 sont recensées sur la commune :
- les « bois de Bébeillac et hauteurs de Calmont » (262 ha), couvrant 8 communes dont 2 dans l'Ariège et 6 dans la Haute-Garonne[32] ;
- le « cours de l'Hers » (891 ha), couvrant 41 communes dont 32 dans l'Ariège, 7 dans l'Aude et 2 dans la Haute-Garonne[33],
- les « plans d'eau de Mazères » (67 ha), concernant principalement une partie au nord-ouest de la commune, débordant pour petite partire sur la commune de Calmont (Haute-Garonne), cette ZNIEFF recouvre le parc ornithologique de Domaine des oiseaux[34] ;

et deux ZNIEFF de type 2, : 
- les « basse plaine de l'Ariège et de l'Hers » (7 048 ha), couvrant 14 communes dont 13 dans l'Ariège et 1 dans la Haute-Garonne[35] ;
- « l'Hers et ripisylves » (1 417 ha), couvrant 41 communes dont 32 dans l'Ariège, 7 dans l'Aude et 2 dans la Haute-Garonne[36].

Cartes des ZNIEFF de type 1 et 2 à Mazères.
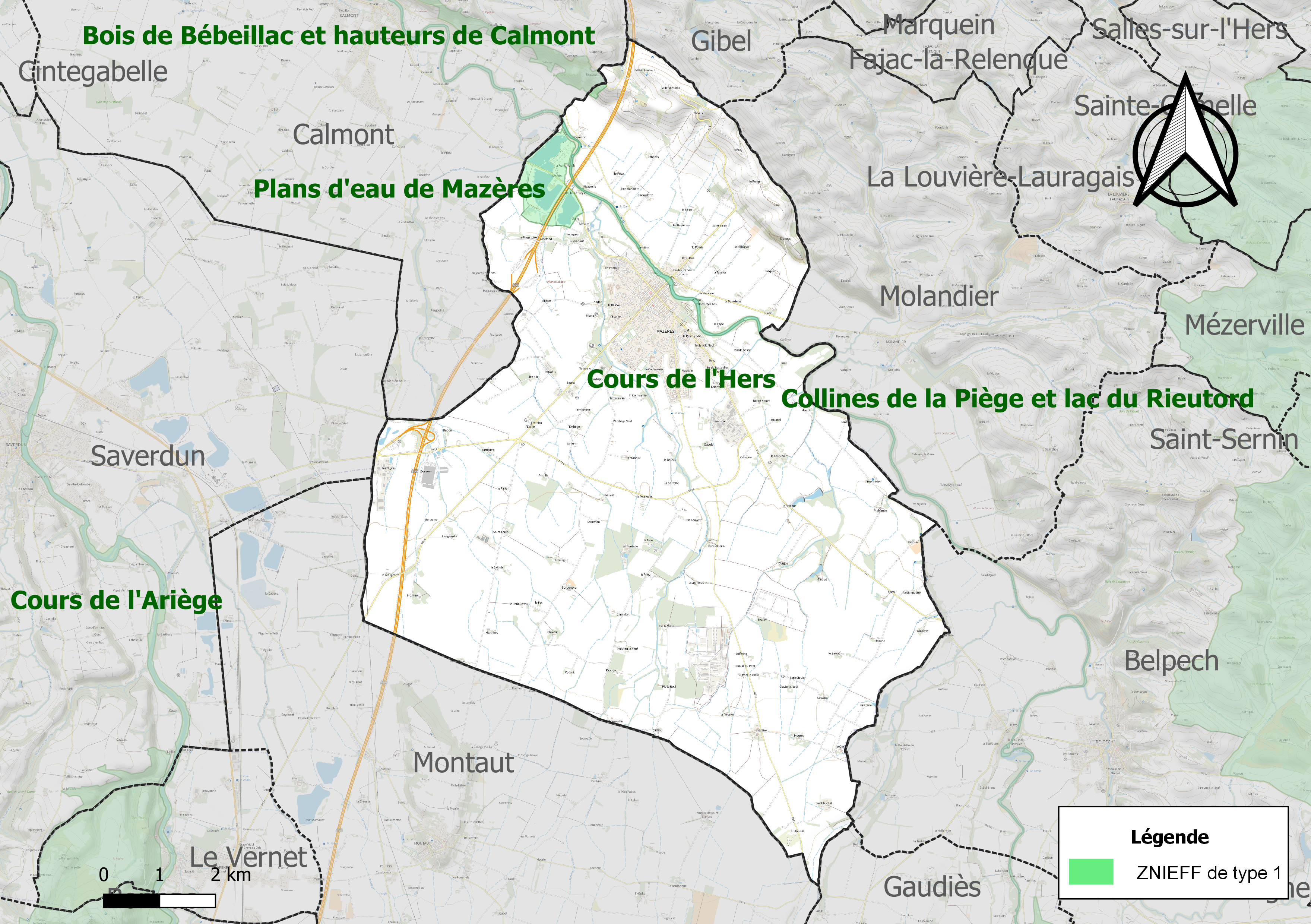
Carte des ZNIEFF de type 1 sur la commune.
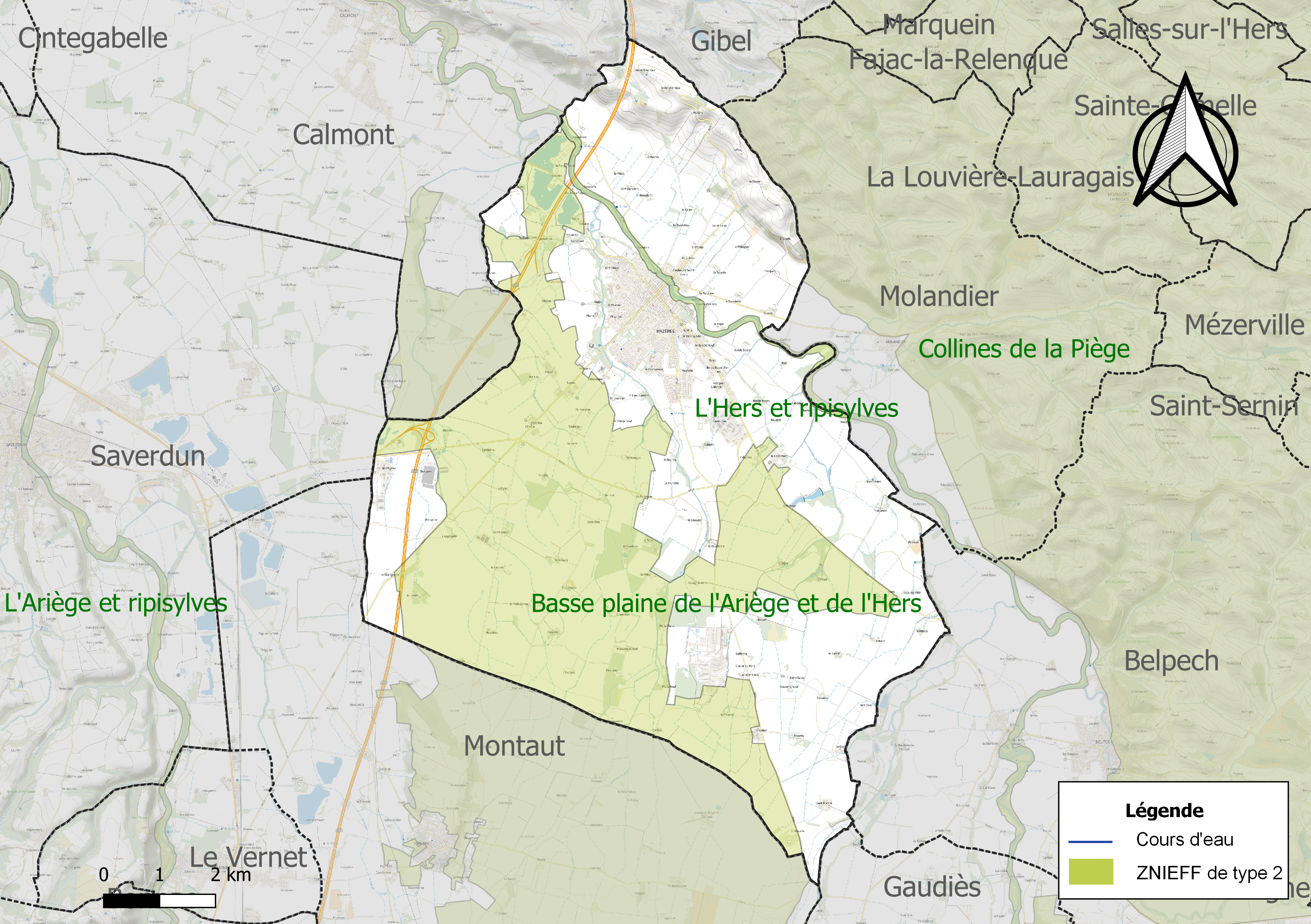
Carte des ZNIEFF de type 2 sur la commune.

## Urbanisme

### Typologie
Au 1er janvier 2024, Mazères est catégorisée bourg rural, selon la nouvelle grille communale de densité à 7 niveaux définie par l'Insee en 2022.
Elle appartient à l'unité urbaine de Mazères, une unité urbaine monocommunale constituant une ville isolée,. Par ailleurs la commune fait partie de l'aire d'attraction de Mazères, dont elle est la commune-centre,. Cette aire, qui regroupe 2 communes, est catégorisée dans les aires de moins de 50 000 habitants,.

### Occupation des sols

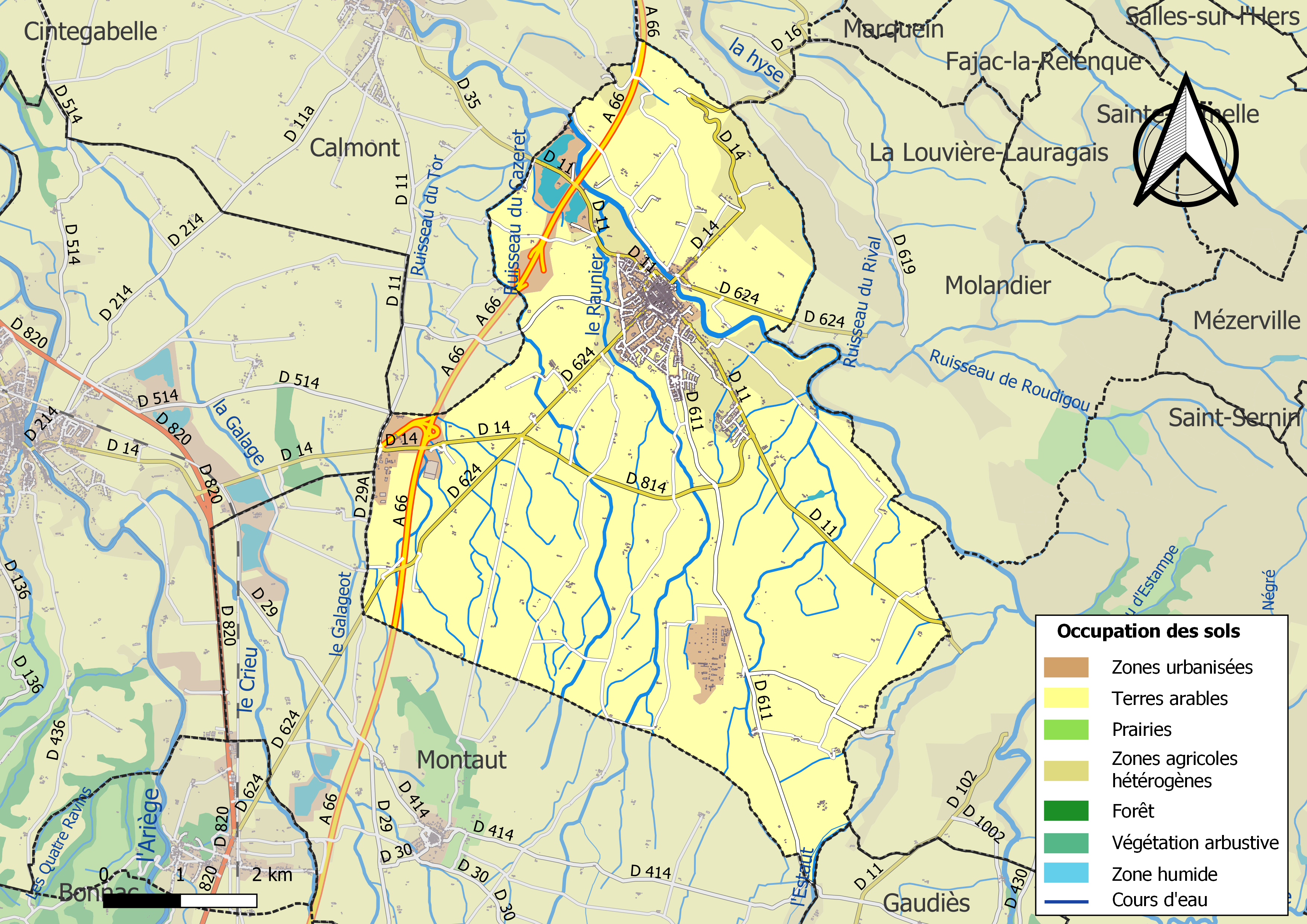
Carte des infrastructures et de l'occupation des sols de la commune en 2018 (CLC).

L'occupation des sols de la commune, telle qu'elle ressort de la base de données européenne d’occupation biophysique des sols Corine Land Cover (CLC), est marquée par l'importance des territoires agricoles (91,1 % en 2018), en diminution par rapport à 1990 (96,7 %). La répartition détaillée en 2018 est la suivante : 
terres arables (82,1 %), zones agricoles hétérogènes (9 %), zones urbanisées (3,7 %), zones industrielles ou commerciales et réseaux de communication (3,6 %), espaces verts artificialisés, non agricoles (1,6 %). L'évolution de l’occupation des sols de la commune et de ses infrastructures peut être observée sur les différentes représentations cartographiques du territoire : la carte de Cassini (XVIIIe siècle), la carte d'état-major (1820-1866) et les cartes ou photos aériennes de l'IGN pour la période actuelle (1950 à aujourd'hui).

### Habitat et logement
En 2018, le nombre total de logements dans la commune était de 2 034, alors qu'il était de 1 912 en 2013 et de 1 724 en 2008.
Parmi ces logements, 85 % étaient des résidences principales, 5,8 % des résidences secondaires et 9,3 % des logements vacants. Ces logements étaient pour 83,4 % d'entre eux des maisons individuelles et pour 15,9 % des appartements.
Le tableau ci-dessous présente la typologie des logements à Mazères en 2018 en comparaison avec celle de l'Ariège et de la France entière. Une caractéristique marquante du parc de logements est ainsi une proportion de résidences secondaires et logements occasionnels (5,8 %) inférieure à celle du département (24,6 %) mais supérieure à celle de la France entière (9,7 %). Concernant le statut d'occupation de ces logements, 58,6 % des habitants de la commune sont propriétaires de leur logement (57,5 % en 2013), contre 66,3 % pour l'Ariège et 57,5 % pour la France entière.
| Typologie                                               | Mazères | Ariège | France entière |
| ------------------------------------------------------- | ------- | ------ | -------------- |
| Résidences principales (en %)                           | 85      | 65,7   | 82,1           |
| Résidences secondaires et logements occasionnels (en %) | 5,8     | 24,6   | 9,7            |
| Logements vacants (en %)                                | 9,3     | 9,7    | 8,2            |

### Voies de communication et transports
Embranchée sur l'A61, l'autoroute A66 concerne Mazères grâce à l’échangeur sortie n⁰ 2.
La commune est accèsible par le train en gare de Saverdun, sur la ligne de Portet-Saint-Simon à Puigcerda (frontière), desservie quotidiennement par des TER Occitanie effectuant des missions entre les gares de Toulouse-Matabiau, Foix et Ax-les-Thermes.

### Risques majeurs
Le territoire de la commune de Mazères est vulnérable à différents aléas naturels : inondations, climatiques (grand froid ou canicule), mouvements de terrains et séisme (sismicité faible). Il est également exposé à deux risques technologiques,  le transport de matières dangereuses et la rupture d'un barrage,.

#### Risques naturels

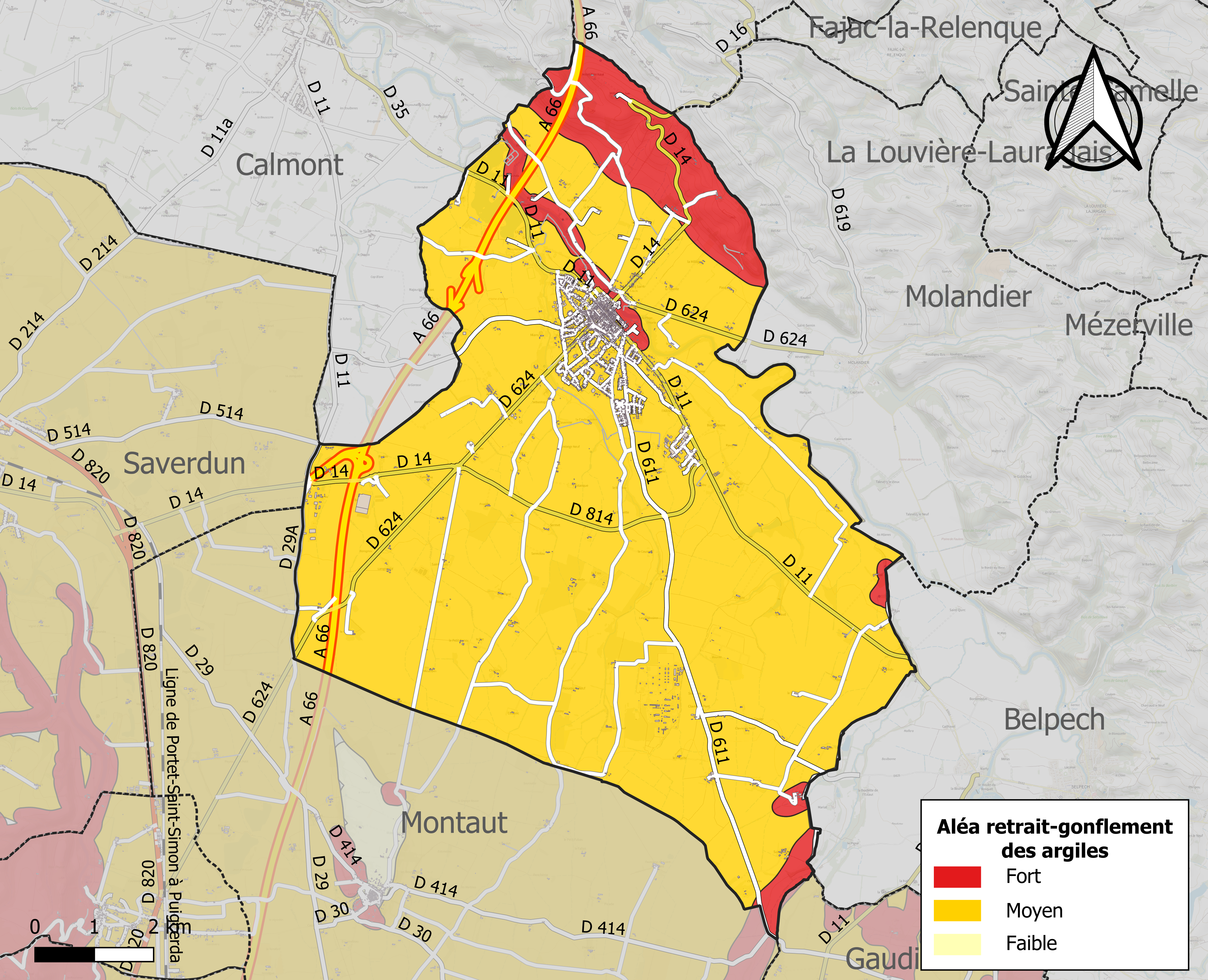
Zonage de l'aléa retrait-gonflement des argiles sur la commune de Mazères.

Certaines parties du territoire communal sont susceptibles d’être affectées par le risque d’inondation par débordement d'un cours d'eau, ou ruissellement d'un versant.
Les mouvements de terrains susceptibles de se produire sur la commune sont soit des glissements de terrains soit des mouvements liés au retrait-gonflement des argiles. Près de 50 % de la superficie du département est concernée par l'aléa retrait-gonflement des argiles, dont la commune de Mazères. L'inventaire national des cavités souterraines permet par ailleurs de localiser celles situées sur la commune.

#### Risques technologiques
Le risque de transport de matières dangereuses par une infrastructure routière ou ferroviaire ou par une canalisation de transport de gaz concerne la commune. Un accident se produisant sur une telle infrastructure est en effet susceptible d’avoir des effets graves au bâti ou aux personnes jusqu’à 350 m, selon la nature du matériau transporté. Des dispositions d’urbanisme peuvent être préconisées en conséquence.
Dans le département de l’Ariège on dénombre cinq grands barrages susceptibles d’occasionner des dégâts en cas de rupture. La commune fait partie des 80 communes susceptibles d’être touchées par l’onde de submersion consécutive à la rupture d’un de ces barrages.

## Histoire
Site néolithique, romain, mérovingien, la bastide de Mazères fut créée en 1253 par l'acte de paréage entre les comtes de Foix et les abbés de l'abbaye de Boulbonne, alors située sur ce site, et complètement détruite par les Huguenots en 1567.
Le château des comtes de Foix, totalement détruit, fut la résidence préférée de plusieurs comtes, dont Gaston Fébus lors de ses séjours en pays de Foix, et Gaston de Foix-Nemours, né à Mazères et tué à Ravenne en 1512.
Mazères devint, de la fin du XVIe siècle au milieu du XVIIe siècle, une très forte citadelle protestante. Des Frères moraves s'y installent : le réveil protestant francophone.
Son économie fut dominée par l'agriculture et en particulier pendant deux siècles, par la culture du pastel (en 1462, 20 tonnes de coques sont produites à Mazères).
Devenu un centre commercial très actif, Mazères subit une grave fracture de 1914 à 1918[réf. nécessaire].
Une briqueterie désaffectée est utilisée en 1939 pour interner les anarchistes espagnols, réfugiés en France lors de la Retirada, après la guerre d'Espagne.

## Politique et administration

### Découpage territorial
La commune de Mazères est membre de la communauté de communes des Portes d'Ariège Pyrénées, un établissement public de coopération intercommunale (EPCI) à fiscalité propre créé le 5 octobre 2016 dont le siège est à Pamiers. Ce dernier est par ailleurs membre d'autres groupements intercommunaux.
Sur le plan administratif, elle est rattachée à l'arrondissement de Pamiers, au département de l'Ariège, en tant que circonscription administrative de l'État, et à la région Occitanie.
Sur le plan électoral, elle dépend du canton des Portes d'Ariège pour l'élection des conseillers départementaux, depuis le redécoupage cantonal de 2014 entré en vigueur en 2015, et de la deuxième circonscription de l'Ariège  pour les élections législatives, depuis le redécoupage électoral de 1986.

### Administration municipale
Le nombre d'habitants au recensement de 2017 étant compris entre 3 500 habitants et 4 999 habitants au dernier recensement, le nombre de membres du conseil municipal est de vingt sept,.

### Liste des maires
| Période   | Période                       | Identité                    | Étiquette               | Qualité |
| --------- | ----------------------------- | --------------------------- | ----------------------- | --- |
| 1830      | 1847                          | Eugène Prat de Lestang      |                         | |
| 1847      | 1866                          | Jean-Jacques Jules Mortimor |                         | |
| 1866      | 1886                          | Emmanuel Martimor           | Droite                  | Propriétaire, juge de paix Conseiller d'arrondissement de Saverdun (1883 → 1886)                                                                                                  |
| 1887      | 1887                          | Bernard Saint-Félix         |                         | |
| 1887      | 1906                          | Emmanuel Martimor           | Droite                  | Propriétaire Conseiller général de Saverdun (1886 → 1892) |
| 1906      | 1927                          | Gabriel Prospert            |                         | |
| 1927      | 1940                          | Edmond Clanet               |                         | Colonel |
| 1941      | 1944                          | Jean Prospert               |                         | |
| 1944      | mars 1959                     | Louis Couret (1884-1963)    | PRRRS                   | Conseiller général de Saverdun (1945 → 1951) |
| mars 1959 | mars 1971                     | Roger Gondre                |                         | |
| mars 1971 | juin 1995                     | André Trigano               | UDF-Rad.                | Directeur de société, maire honoraire Député de l'Ariège (2e circ.) (1993 → 1997) Conseiller régional de Midi-Pyrénées (1986 → 2004) Conseiller général de Saverdun (1982 → 1993) |
| juin 1995 | En cours (au 19 janvier 2021) | Louis Marette               | UDF puis DL puis UMP-LR | Ingénieur principal SNCF retraité Conseiller général de Saverdun (1993 → 2015) Vice-président de la CC des Portes d'Ariège Pyrénées (2017 → ) Réélu pour le mandat 2020-2026      |

## Population et société

### Démographie
L'évolution du nombre d'habitants est connue à travers les recensements de la population effectués dans la commune depuis 1793. Pour les communes de moins de 10 000 habitants, une enquête de recensement portant sur toute la population est réalisée tous les cinq ans, les populations de référence des années intermédiaires étant quant à elles estimées par interpolation ou extrapolation. Pour la commune, le premier recensement exhaustif entrant dans le cadre du nouveau dispositif a été réalisé en 2005.

En 2022, la commune comptait 3 866 habitants, en évolution de +0,31 % par rapport à 2016 (Ariège : +1,48 %, France hors Mayotte : +2,11 %).
| 1793  | 1800  | 1806  | 1821  | 1831  | 1836  | 1841  | 1846  | 1851  |
| ----- | ----- | ----- | ----- | ----- | ----- | ----- | ----- | ----- |
| 2 495 | 2 522 | 2 718 | 2 860 | 3 170 | 3 313 | 3 390 | 3 436 | 3 694 |

| 1856  | 1861  | 1866  | 1872  | 1876  | 1881  | 1886  | 1891  | 1896  |
| ----- | ----- | ----- | ----- | ----- | ----- | ----- | ----- | ----- |
| 3 710 | 3 822 | 3 707 | 3 666 | 3 620 | 3 286 | 3 394 | 3 368 | 3 217 |

| 1901  | 1906  | 1911  | 1921  | 1926  | 1931  | 1936  | 1946  | 1954  |
| ----- | ----- | ----- | ----- | ----- | ----- | ----- | ----- | ----- |
| 3 054 | 3 049 | 3 006 | 2 469 | 2 562 | 2 457 | 2 326 | 2 288 | 2 303 |

| 1962  | 1968  | 1975  | 1982  | 1990  | 1999  | 2005  | 2006  | 2010  |
| ----- | ----- | ----- | ----- | ----- | ----- | ----- | ----- | ----- |
| 2 244 | 2 192 | 2 071 | 2 355 | 2 519 | 2 616 | 2 965 | 3 127 | 3 707 |

| 2015  | 2020  | 2022  | - | - | - | - | - | - |
| ----- | ----- | ----- | - | - | - | - | - | - |
| 3 826 | 3 872 | 3 866 | - | - | - | - | - | - |

| selon la population municipale des années : | 1968 | 1975 | 1982 | 1990 | 1999 | 2006 | 2009 | 2013 |
| Rang de la commune dans le département      | 9    | 11   | 9    | 9    | 10   | 7    | 6    | 6    |
| Nombre de communes du département           | 340  | 328  | 330  | 332  | 332  | 332  | 332  | 332  |

### Enseignement
Mazères compte une école maternelle, une école primaire et le collège Gaston-Fébus et fait partie de l'académie de Toulouse.

### Manifestations culturelles et festivités
- L'Association Febus Aban organise tous les ans le premier week-end d'août les Fêtes médiévales de Mazères (500 participants costumés)[réf. nécessaire].
- Le comité des fêtes organise le dernier WE de juillet les fêtes locales sur 4 jours du vendredi au lundi.
- L'association Les amis du swing organise le Festival du Jazz manouche sur 3 ou 4 jours autour du 15 août.
- L'association Foires et marchés organise tous les trimestres des manifestations en rapport au travail d'antan :
  - Dernier WE d'avril :Foire du Printemps,
  - 1er WE de juillet : Foire Al Païs,
  - 2e ou 3e WE de septembre : Foire des vendanges,
  - 2e ou 3e WE de décembre : Foire au gras

### Santé
La commune propose un ensemble de professionnels de la santé assez complet.

### Sports
- Football : L'ENM section Football  propose 2 équipes Séniors masculines, une équipe féminine Séniors et une équipe Vétérans. Son école de foot BALE Basse Ariège L'auragais Entente propose du foot pour tous de 5 à 19 ans.
- L'association Mazères Course Pédestre organise tous les ans en mai les Foulées de Mazères[66] et désormais la Corrida Pédestre pendant les fêtes du village fin juillet.
- Rugby à XV : Le RC Mazères XV devient vice champion de France de 3e série 2016-2017.
- Basket-ball : Mazères basket club

### Écologie et recyclage
La collecte et le traitement des déchets des ménages et des déchets assimilés ainsi que la protection et la mise en valeur de l'environnement se font dans le cadre de la communauté de communes des Portes d'Ariège - Pyrénées.
La déchèterie la plus proche est située à Saverdun.

## Économie

### Revenus
En 2018, la commune compte 1 619 ménages fiscaux, regroupant 3 620 personnes. La médiane du revenu disponible par unité de consommation est de 20 460 € (19 820 € dans le département). 42 % des ménages fiscaux sont imposés (40,7 % dans le département).

### Emploi
| Division       | 2008  | 2013   | 2018   |
| -------------- | ----- | ------ | ------ |
| Commune        | 9,5 % | 11,6 % | 9,2 %  |
| Département    | 8,9 % | 11,1 % | 11,2 % |
| France entière | 8,3 % | 10 %   | 10 %   |

En 2018, la population âgée de 15 à 64 ans s'élève à 2 253 personnes, parmi lesquelles on compte 80,3 % d'actifs (71,1 % ayant un emploi et 9,2 % de chômeurs) et 19,7 % d'inactifs,. En  2018, le taux de chômage communal (au sens du recensement) des 15-64 ans est inférieur à celui de la France et du département, alors qu'en 2008 la situation était inverse.
La commune est la commune-centre de l'aire d'attraction de Mazères,. Elle compte 1 832 emplois en 2018, contre 1 612 en 2013 et 1 468 en 2008. Le nombre d'actifs ayant un emploi résidant dans la commune est de 1 625, soit un indicateur de concentration d'emploi de 112,7 % et un taux d'activité parmi les 15 ans ou plus de 58,4 %.
Sur ces 1 625 actifs de 15 ans ou plus ayant un emploi, 632 travaillent dans la commune, soit 39 % des habitants. Pour se rendre au travail, 84,9 % des habitants utilisent un véhicule personnel ou de fonction à quatre roues, 2,2 % les transports en commun, 8,5 % s'y rendent en deux-roues, à vélo ou à pied et 4,4 % n'ont pas besoin de transport (travail au domicile).

### 342 établissements[Note 11]sont implantés  à Mazères au31 décembre 2019. Le tableau ci-dessous en détaille le nombre par secteur d'activité et compare les ratios avec ceux du département[Note 12],[I 15].
| Secteur d'activité                                                                                        | Commune | Commune | Département |
| Secteur d'activité                                                                                        | Nombre  | %       | %           |
| --- | ------- | ------- | ----------- |
| Ensemble                                                                                                  | 342     | 100 %   | (100 %)     |
| Industrie manufacturière, industries extractives et autres                                                | 51      | 14,9 %  | (12,9 %)    |
| Construction                                                                                              | 42      | 12,3 %  | (14,2 %)    |
| Commerce de gros et de détail, transports, hébergement et restauration                                    | 93      | 27,2 %  | (27,5 %)    |
| Information et communication                                                                              | 4       | 1,2 %   | (1,8 %)     |
| Activités financières et d'assurance                                                                      | 12      | 3,5 %   | (2,8 %)     |
| Activités immobilières                                                                                    | 16      | 4,7 %   | (4,2 %)     |
| Activités spécialisées, scientifiques et techniques et activités de services administratifs et de soutien | 39      | 11,4 %  | (13,2 %)    |
| Administration publique, enseignement, santé humaine et action sociale                                    | 52      | 15,2 %  | (14,4 %)    |
| Autres activités de services                                                                              | 33      | 9,6 %   | (8,8 %)     |

Le secteur du commerce de gros et de détail, des transports, de l'hébergement et de la restauration est prépondérant sur la commune puisqu'il représente 27,2 % du nombre total d'établissements de la commune (93 sur les 342 entreprises implantées  à Mazères), contre 27,5 % au niveau départemental.
Les cinq entreprises ayant leur siège social sur le territoire communal qui génèrent le plus de chiffre d'affaires en 2020 sont : 
- HBF, commerce de gros (commerce interentreprises) de matériel électrique (50 251 k€)
- Gardner Aérospace Mazères, construction aéronautique et spatiale (30 100 k€)
- Denjean Logistique, entreposage et stockage non-frigorifique (19 282 k€)
- Société ariégeoise de transports et de travaux publics - SATTP, transports routiers de fret de proximité (10 661 k€)
- Keolis Garonne, transports routiers réguliers de voyageurs (6 751 k€). La société des Cars Dussert fut fondée en 1922 à Mazères par Gabriel Dussert. Transmise par la suite à son fils Guy Dussert, elle comptait, à son rachat en mars 2007 par le Groupe Keolis Garonne, 60 cars et autant de chauffeurs.

Une usine pyrotechnique (principalement pour la fabrication de feux d'artifice) du groupe Lacroix y est présente.
Installation de l'usine de fonderie de précision Taramm en 2017, elle avait été détruite en partie par un incendie en 2015 sur son site historique de Labège.

### Agriculture
La commune fait partie de la petite région agricole dénommée « Plaine de l'Ariège ». En 2010, l'orientation technico-économique de l'agriculture  sur la commune est la production de céréales et oléoprotéagineux.
|                                   | 1988  | 2000 | 2010 |
| --------------------------------- | ----- | ---- | ---- |
| Exploitations                     | 83    | 53   | 49   |
| Superficie agricole utilisée (ha) | 3 519 | 3095 | 2575 |

Le nombre d'exploitations agricoles en activité et ayant leur siège dans la commune est passé de 83 lors du recensement agricole de 1988 à 53 en 2000 puis à 49 en 2010, soit une baisse de 41 % en 22 ans. Le même mouvement est observé à l'échelle du département qui a perdu pendant cette période 48 % de ses exploitations. La surface agricole utilisée sur la commune a également diminué, passant de 3 519 ha en 1988 à 2 575 ha en 2010. Parallèlement la surface agricole utilisée moyenne par exploitation a augmenté, passant de 42 à 53 ha.

## Culture locale et patrimoine

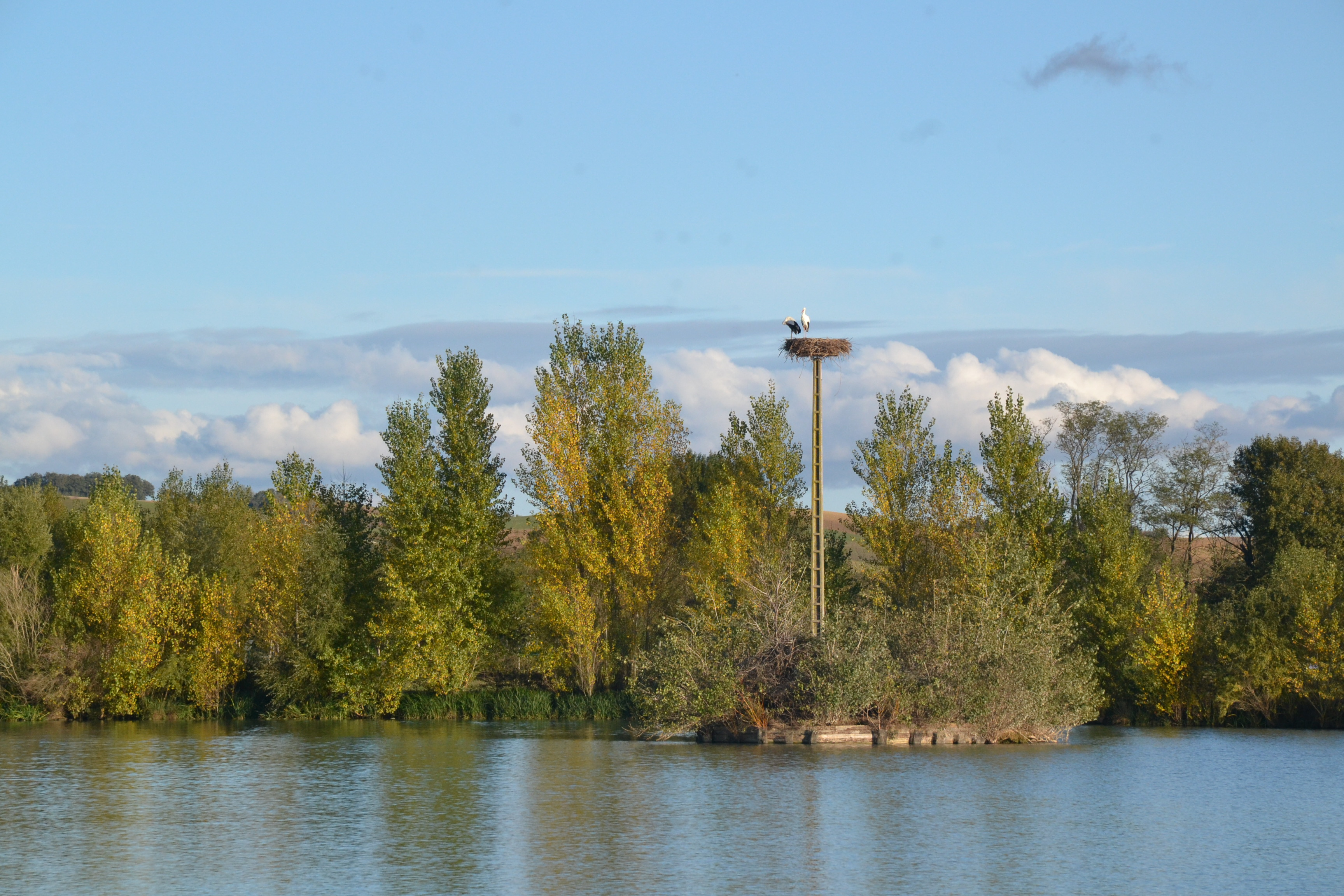
Nid de cigognes au Domaine des oiseaux.

### Lieux et monuments
- Le domaine des oiseaux, parc ornithologique communal d'une centaine d'hectares comprenant des lacs, des observatoires et divers équipements d'accueil du public, au nord-ouest de la commune. Hors périodes de migration (printemps et automne), on y observe des cigognes sédentaires et des oies cendrées.
- L'église Saint-Abdon et Saint-Sennen de Mazères et la place de l'église. Une partie du chœur de l’église a été construite à la fin du XVIIe siècle, puis l'édifice est agrandi aux XVIIIe et XIXe siècles. Le clocher date de 1830, la flèche de 1885. À l'intérieur, un maître autel, des stalles provenant de la deuxième abbaye de Boulbonne et un ensemble de 5 grandes toiles peintes des XVIIIe et XIXe siècles.
- Adjacente à l’église et inscrite à l'inventaire des monuments historiques en 2004, la grande halle (1845-1851) à l'imposante charpente reçoit chaque jeudi un marché traditionnel. Autour de cette place, un ensemble de maisons à colombages du XVIIe siècle.
- L’hôtel d'Ardouin (musée de Mazères)[74] au 22 rue de la République est un bâtiment "pastelier" construit en 1580 aux façades de briques et fenêtres à meneaux. Par l'escalier à vis de la tour octogonale, on accède à une terrasse dominant la ville. Séminaire du diocèse de Mirepoix en 1697, propriété de la ville depuis 1741, il abrite le musée Ardouin. Celui-ci présente l'exposition permanente "Barbares en Gaule du Sud", résultat des fouilles de la nécropole de l'époque des Wisigoths puis des Francs (Ve – VIIIe siècle). Des objets néolithiques, des chapiteaux provenant de la première abbaye de Boulbonne (XIIIe – XIVe siècles), une évocation de Gaston Fébus et la maquette de son château mazérien, ainsi qu'une documentation sur la culture du pastel clôturent la visite du musée.
- En remontant la rue Castellane, au 17 et 34, des façades à colombages et encorbellement, puis sur la gauche, rue Boulbonne, le temple protestant construit au XIXe siècle.
- La rue Castellane débouche rue du Temple : les no 2 et 5 sont d'anciennes maisons des "Dames Régentes" où furent gardées prisonnières des filles de familles protestantes au milieu du XVIIIe siècle. Dans la rue parallèle, la rue du Pont-Vieux, au no 47 se trouve un immeuble du XVIIIe siècle (étages séparés par des cordons, ouvertures en plein cintre encadrées de pilastres) et surtout au 36 la Tour-Martimor ou du Boutou (XVIIe) avec fenêtre à double cintre, et un blason du XVe replacé sur la façade.
- Promenade historique en suivant la rue Gaston-de-Foix, on passe au 17-19 devant un bâtiment du XVIIIe avec deux ailes entourant une cour. La rue Martimor la prolonge, riche en hôtels et maisons particulières remarquables.
  - au 28 : maison XVIIe avec colombages sur deux étages
  - au 10 : hôtel Martimor, avec façade à deux étages et deux ailes encadrant la cour, décors de stucs aux fenêtres grilles en fer forgé avec décor "à la grecque" (XVIIIe)
  - au 7 : fenêtres en plein cintre (XVIIIe siècle)
  - au 9 : façade de briques et sculptures en pierre du XVIIe siècle
  - aux 12-17-19 : maisons du début du XVIIIe siècle ;
- puis les remparts de la bastide démolis au XVIIe siècle. Place des Tourelles, l'église de l'ancien couvent des Dominicains de style néogothique (1876-1878), ancien séminaire puis propriété de la ville (salles de réunion), s'élève dans un vaste jardin public. Dans les flancs nord de cette place se trouvent des vestiges des remparts en briques ;
- puis sur la place du 11-Novembre avec son monument aux morts (1927) et à quelques pas de cette place se trouve la mairie (rue de l'Hôtel-de-Ville). Construite en 1575, elle s'appelait alors la Castellane. Elle abrita Marguerite de Navarre et le futur Henri IV lors de leur séjour à Mazères puis devint château des abbés de Boulbonne (1629). Cet hôtel a été démoli puis reconstruit en 1978. Seule l'aile gauche date de l'époque de construction (fenêtres à meneaux). Après avoir suivi le boulevard des Comtes-de-Foix, on aboutit à l'allée des Soupirs, emplacement de l’ancien château des comtes de Foix.
- et enfin sur les rives de l’Hers : Depuis la rive droite de l'Hers, récemment aménagée, on peut voir l'arche du "Vieux Pont" emporté par une crue en 1875. Le nouveau pont, lui, date de 1882. En longeant la rive droite, on arrive près d'un lavoir alimenté par une source, tout à côté de l’Auberge de l'Hers installée dans un ancien établissement de Bains (fin du XIXe siècle). En face sur la rive gauche se trouve le moulin de Gaillard, ancien moulin de l'abbaye de Boulbonne (blason), actuellement usine hydro-électrique.

Autres monuments
- Monument souvenir aux victimes de l'accident du 25 mars 1958 avec les statues de Notre-Dame de Lourdes et de sainte Bernadette (sur la Route Tarbes Toulouse à Saint-Laurent-de-Neste, à proximité de la zone artisanale Pic Pyrénées Innovation).
- Temple de l’Église protestante unie de France.

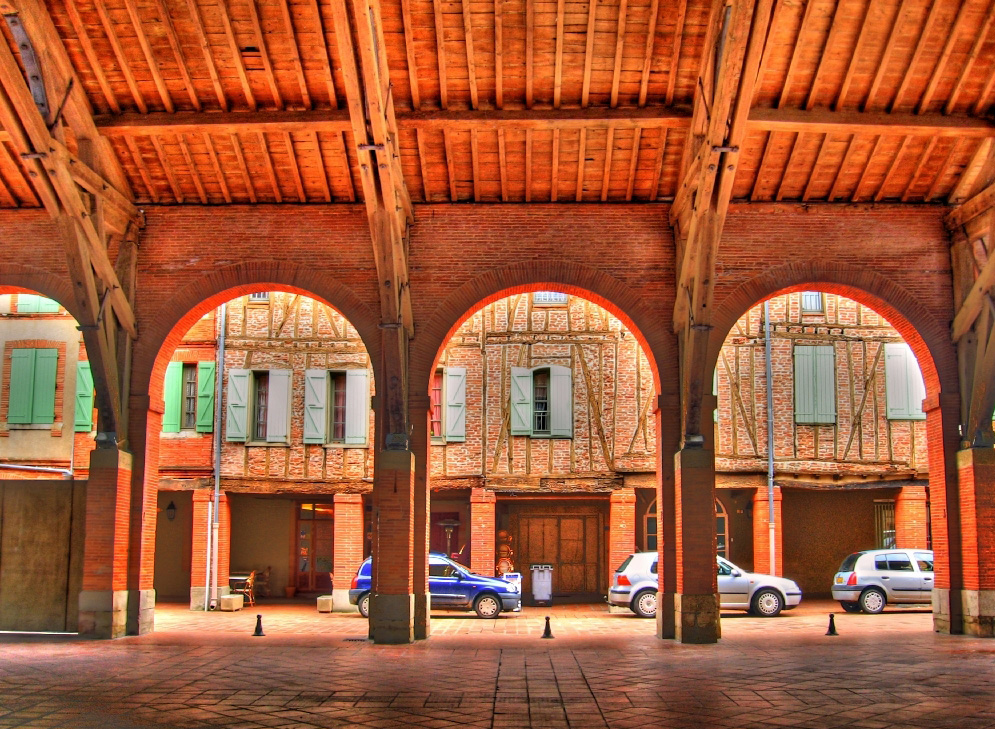
Les couverts vus depuis la halle inscrite à l'inventaire des monuments historiques en 2004.
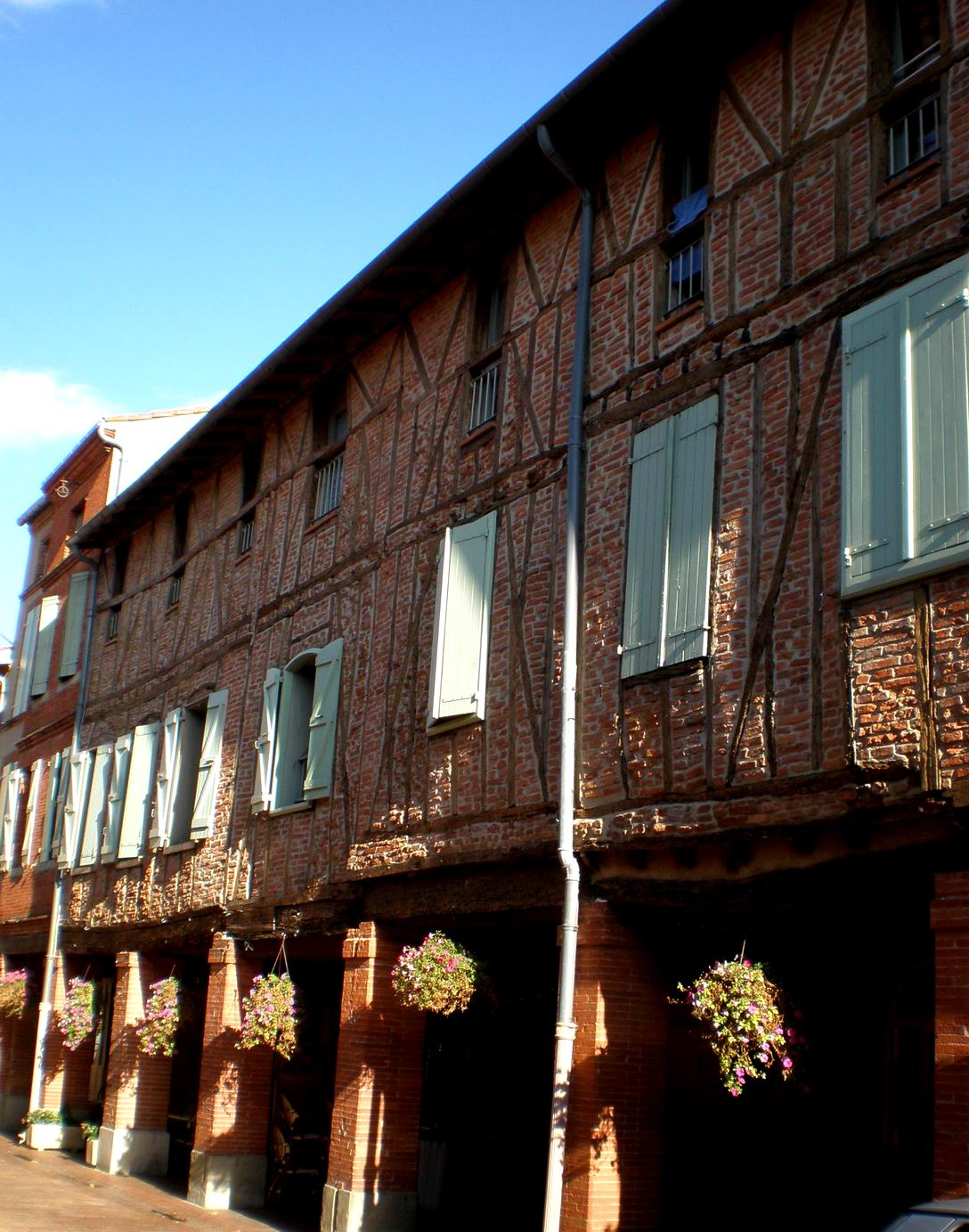
Les couverts.
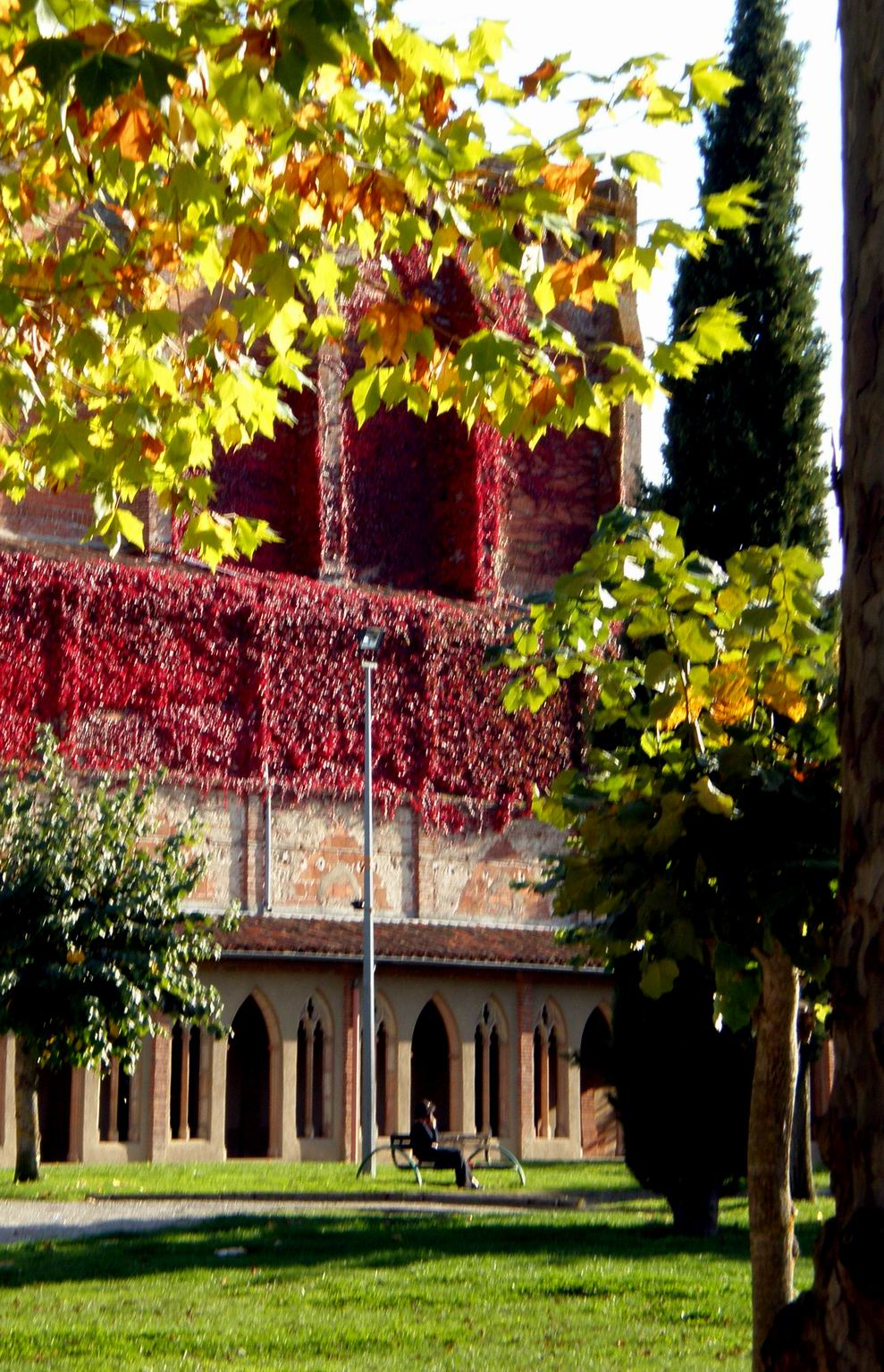
Église (ancien couvent).
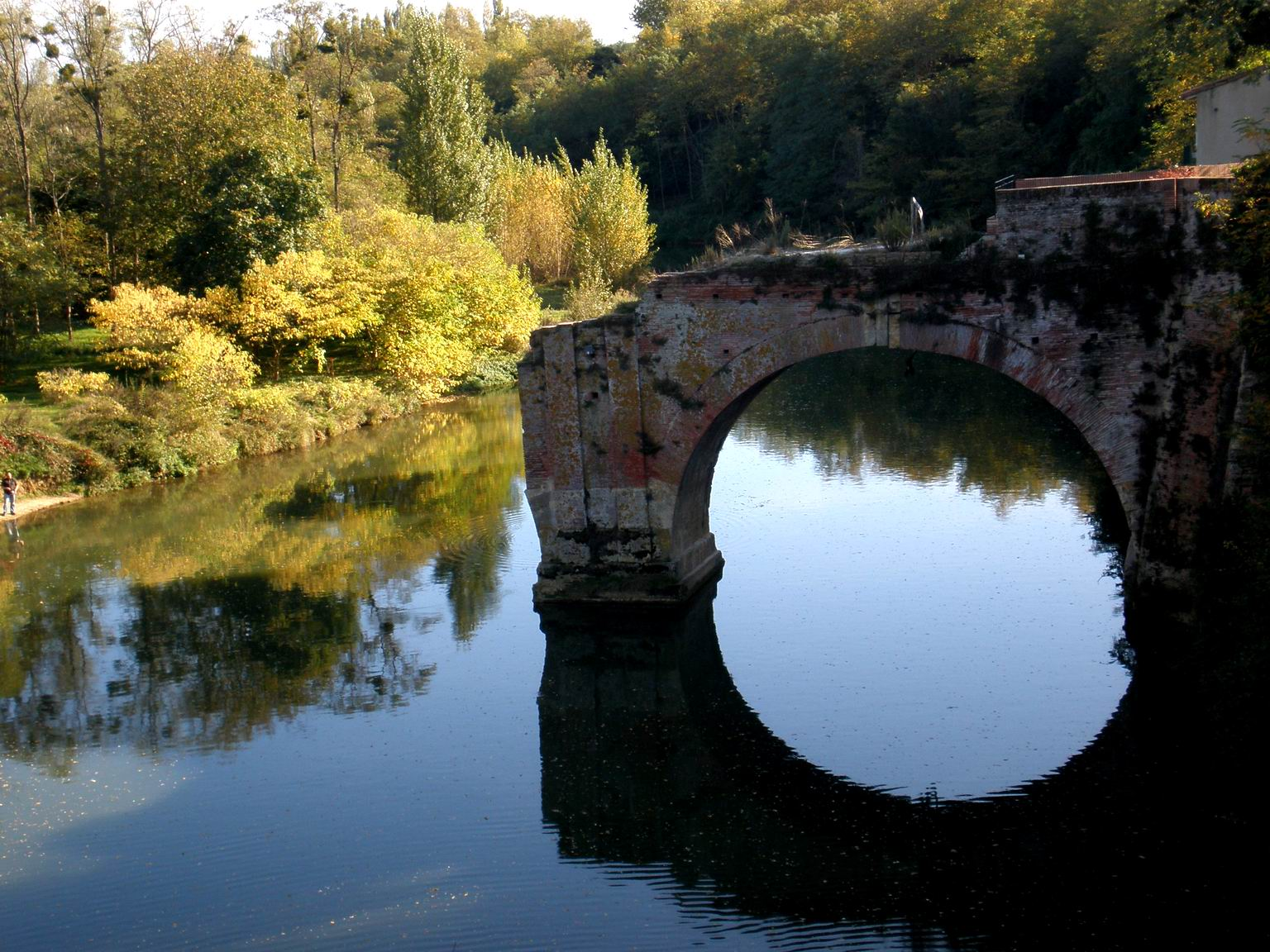
Pont-vieux.
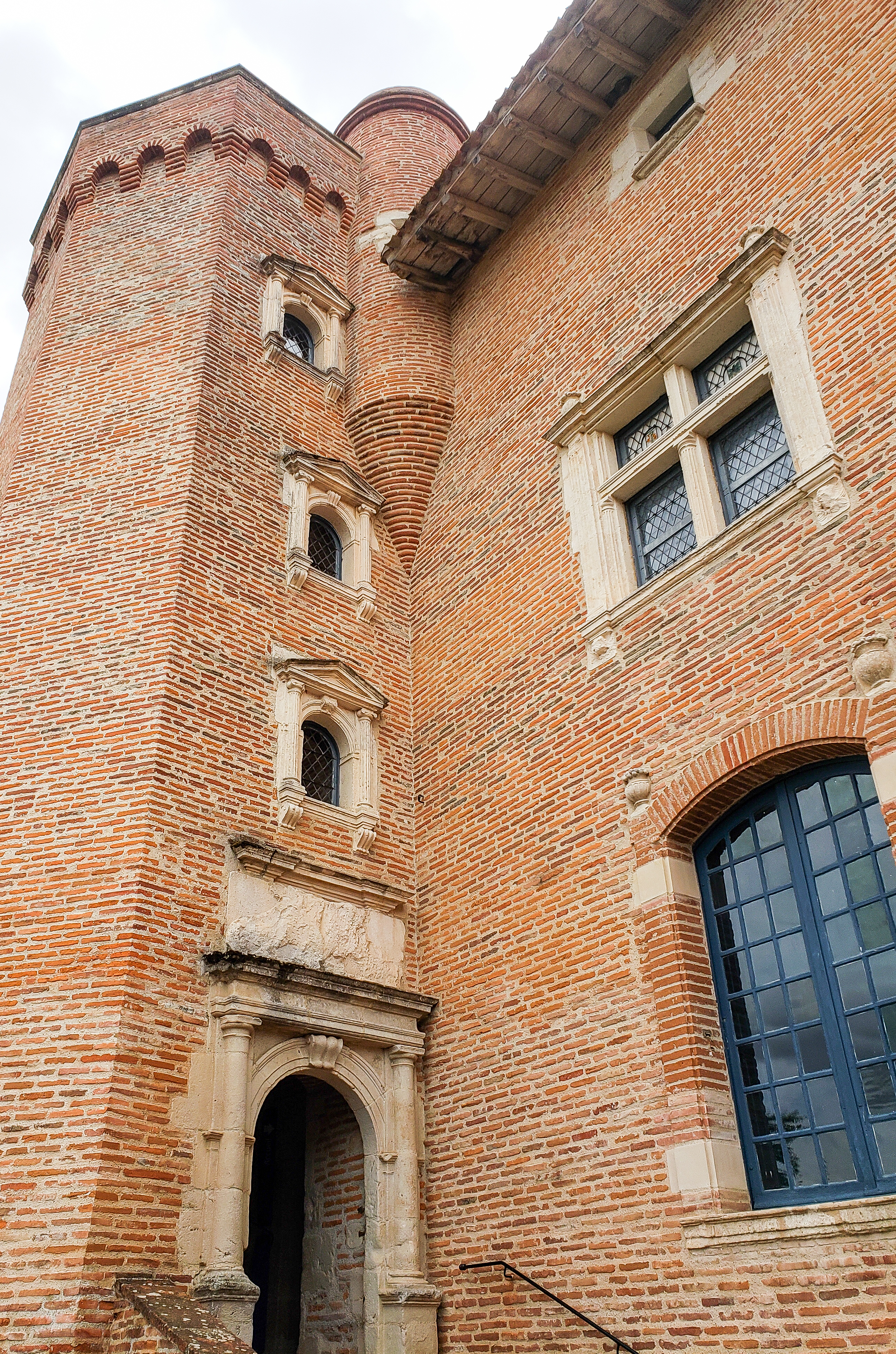
Musée de l'hôtel d'Ardouin, rue Castellane.
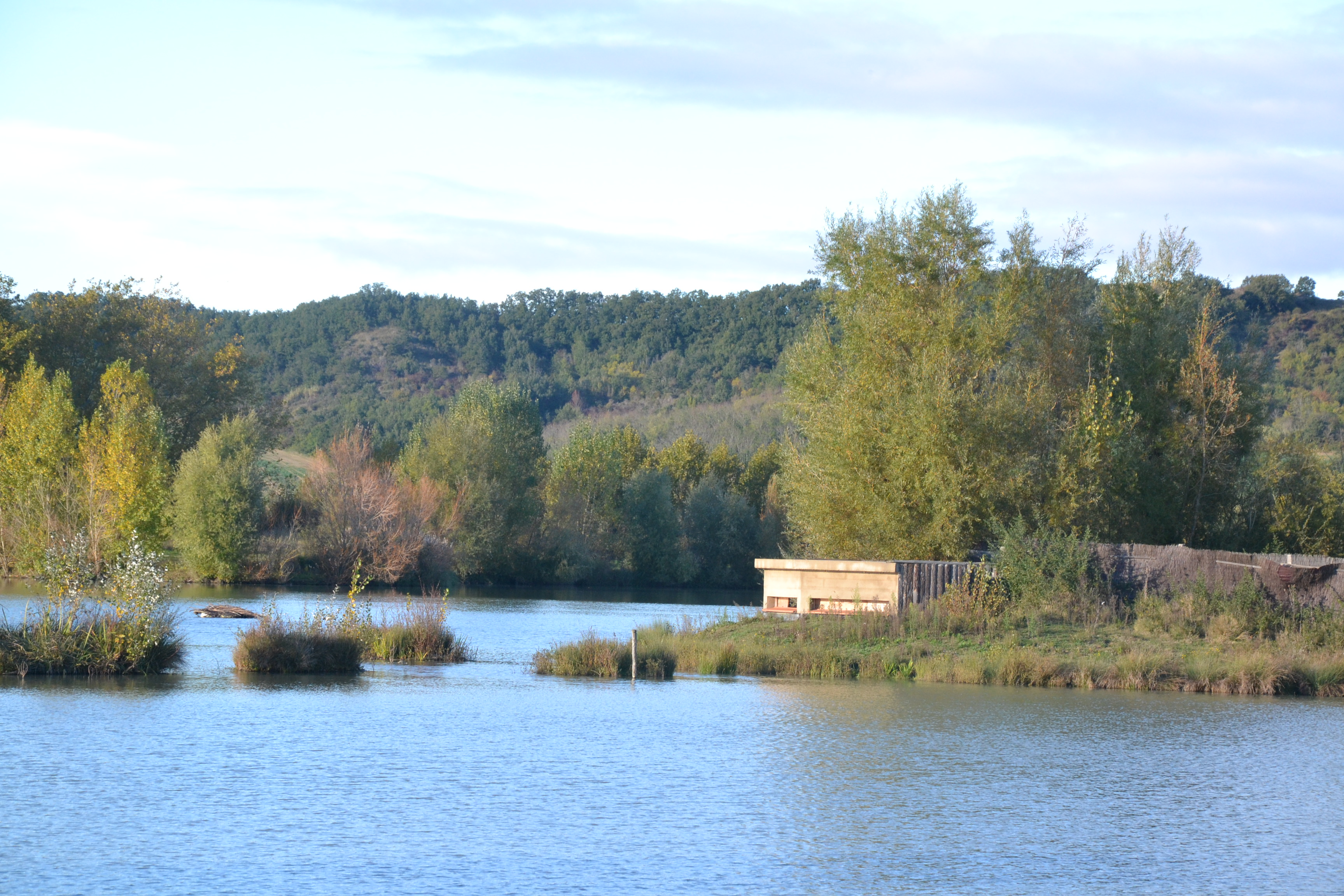
Paysage du Domaine des oiseaux.
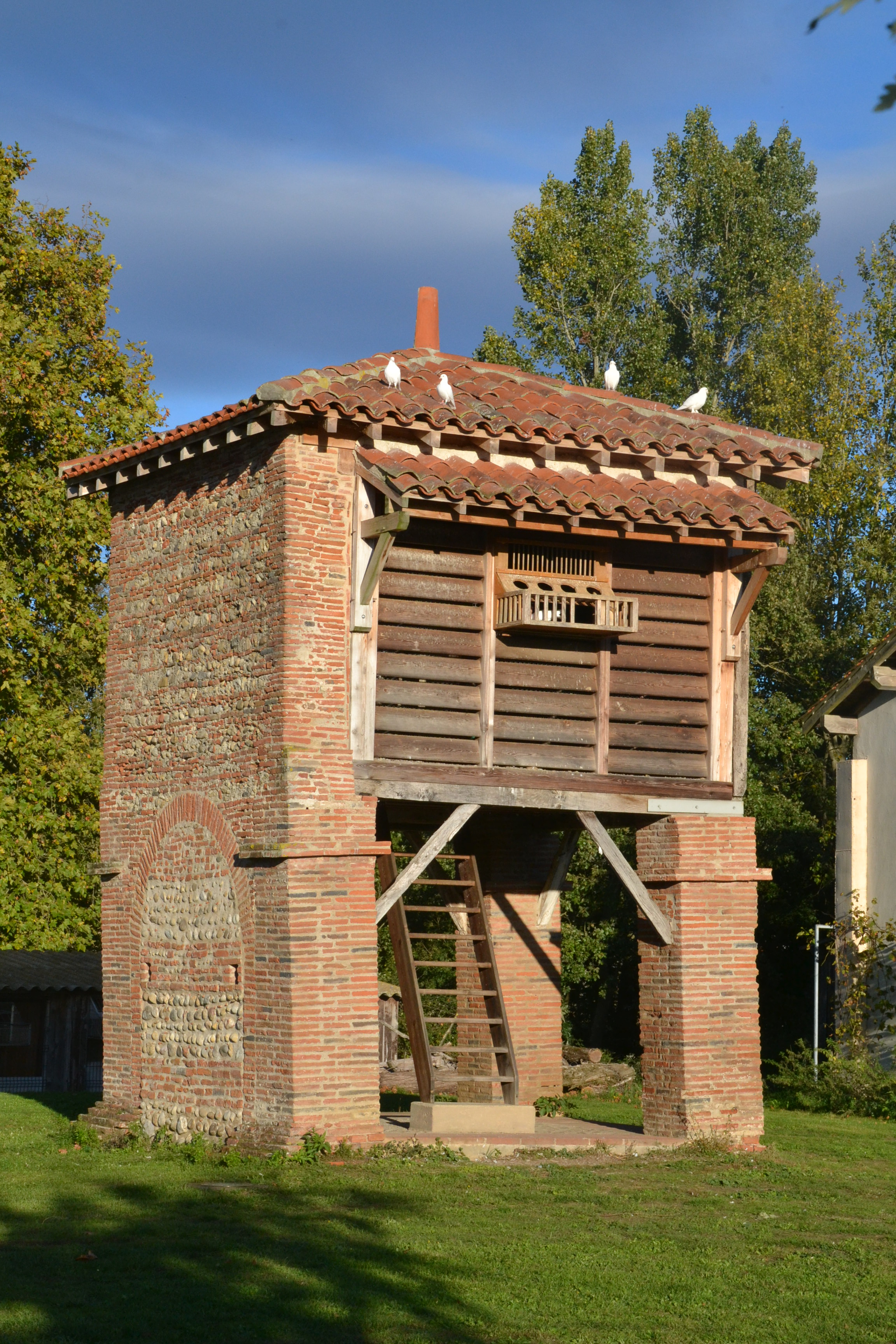
Pigeonnier, Domaine des oiseaux.
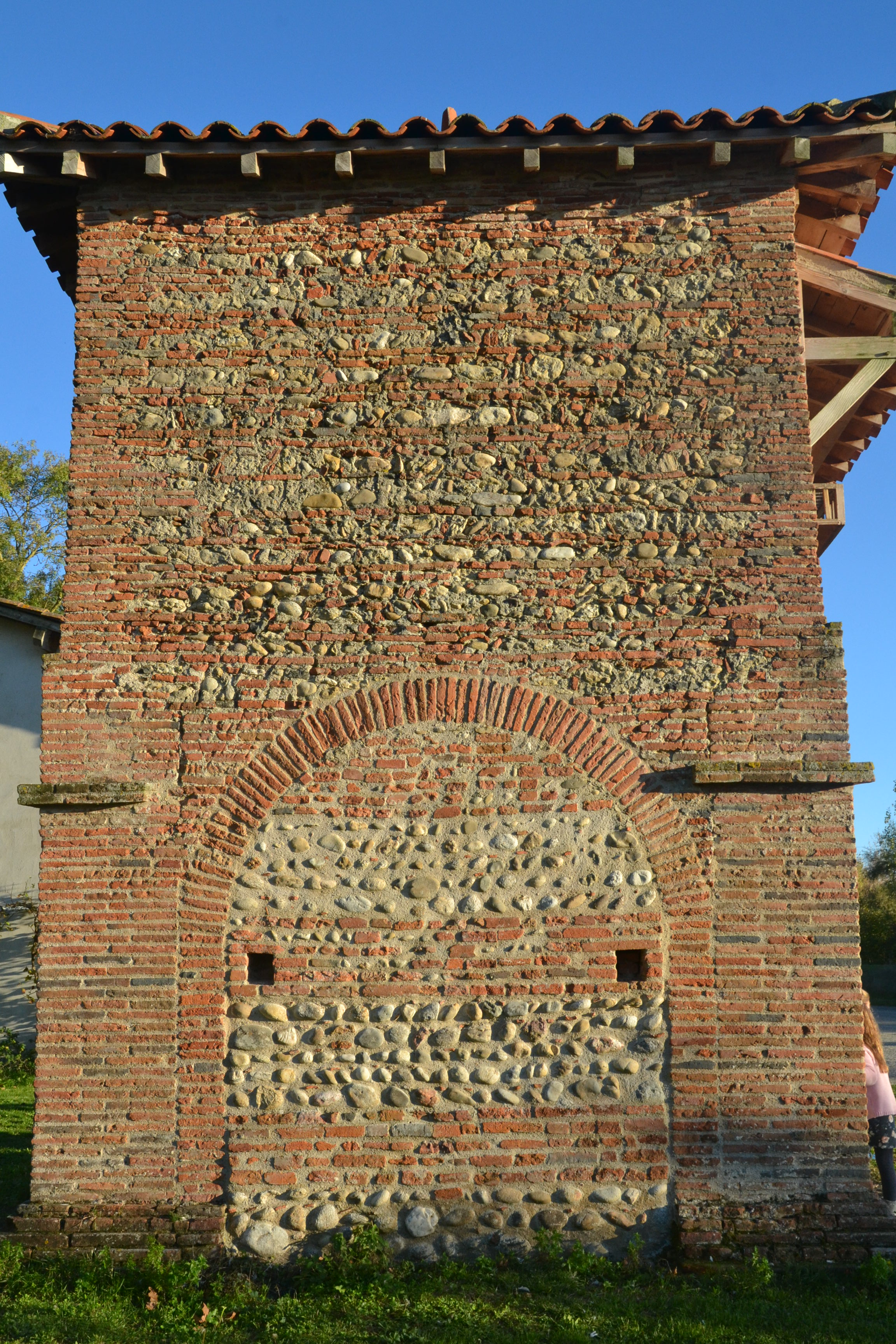
Pigeonnier, Domaine des oiseaux.
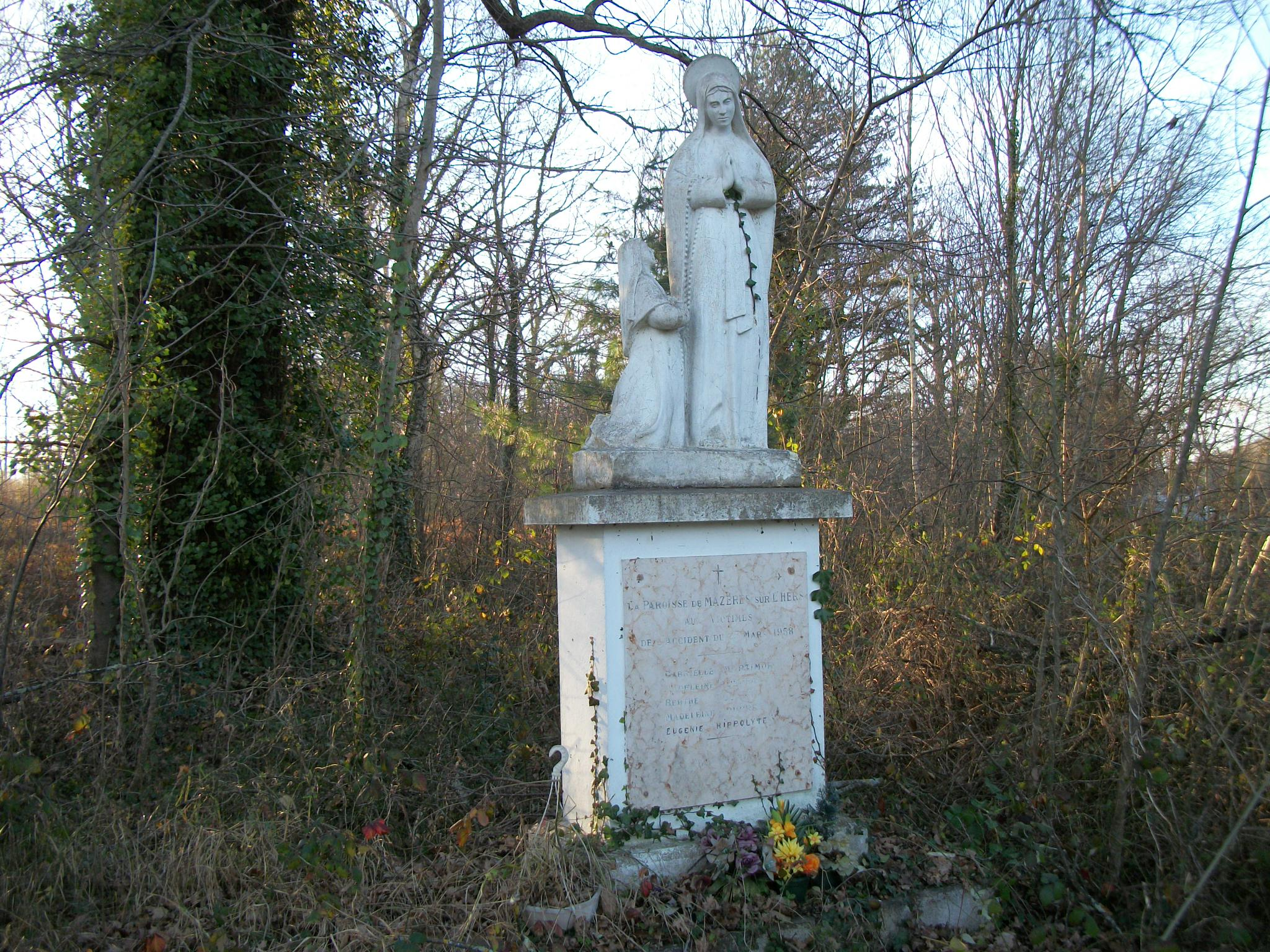
Monument souvenir aux victimes de l'accident du 25 mars 1958 (par la paroisse de Mazères sur l'Hers) avec les statues de Notre-Dame de Lourdes et de sainte Bernadette (sur la route Tarbes - Toulouse à Saint-Laurent-de-Neste, à proximité de la zone artisanale Pic Pyrénées Innovation).

### Personnalités liées à la commune
- Gaston III de Foix-Béarn (1331-1391), séjournant régulièrement au château de Mazères ;
- Pierre de La Broue (1644-1720), évêque de Mirepoix. Inhumé au séminaire de Mazères;
- Laurent Angliviel de La Beaumelle (1726-1773) : homme de lettres ayant vécu à Mazères ;
- Jean-Antoine Gleizes (1773-1843) : écrivain végétarien mort à Mazères ;
- Max Lyan (1857-1933), pseudonyme de Berthe Serres, devenue Berthe Nolé après son mariage : femme de lettres née à Mazères ;
- Romuald Joubé (1876-1949) : acteur né à Mazères ;
- Pierre Martelozzo (1947-) : coureur cycliste né à Mazères ;
- Christian Breseghello (1955) : joueur de rugby à XV né à Mazères ;
- André Trigano, entrepreneur, maire de Mazères puis de Pamiers.

### Héraldique
| Armes de Mazères | Les armes de Mazères se blasonnent : D'azur, à un dextrochère de carnation mouvant du flanc senestre d'une nuée d'argent et tenant une lance d'or[réf. nécessaire]. À droite : de sinople, à trois tours d'or. | Autres armes de Mazères |

Devise de Mazères : « La main armée pour te servir. »

## Pour approfondir